# دیدگاه یهودیان در مورد زنا با محارم
دیدگاه یهودیان در مورد زنای با محارم (انگلیسی: Jewish views on incest)، روابط جنسی بین محارم به دلیل رابطه خانوادگی نزدیکی که بین افراد وجود دارد، توسط یهودیت و مقام‌های خاخام ممنوع است.
چنین روابط ممنوعه‌ای معمولاً به عنوان  زنا با محارم نامیده می‌شود، هر چند که این اصطلاح در منابع کتاب مقدس و خاخامی وجود ندارد. اصطلاحی که بیشتر توسط منابع خاخام استفاده می‌شود روابط ممنوع در یهودیت است.

## روابطی که در کتاب مقدس عبری ممنوع است
کتاب مقدس عبری فهرست‌های متعددی از روابطی را که روابط جنسی بین آنها ممنوع است، ارائه می‌کند. دو فهرست در کتاب سفر لاویان و یک فهرست در کتاب سفر تثنیه ظاهر می‌شود. فهرست‌ها فقط به روابط با خویشاوندان زن اشاره می‌کنند. به استثنای همجنس‌گرایی زنانه، این نشان می‌دهد که این فهرست برای مردان است. در کتاب مقدس عبری، روابط جنسی بین خواهر و برادر برای یهودیان ممنوع است، اما برای غیر یهودیان (جنتیل) مجاز است. از آنجایی که فهرست‌ها سپس زنانی را توصیف می‌کنند که رابطه مرد با آنها ممنوع است، به‌طور غیرمستقیم فهرستی از مردانی را که رابطه زن با آنها ممنوع است، نیز نشان می‌دهد.
لیست‌ها به شرح زیر است:
|                                                           |                                |                                | قانون تقدس | قانون تقدس | قانون تثنیه |
| لاویان ۱۸                                                 | لاویان ۲۰                      |                                |            |            | قانون تثنیه |
| --------------------------------------------------------- | ------------------------------ | ------------------------------ | ---------- | ---------- | ----------- |
| پدربزرگ و مادربزرگ همسر (از جمله پدربزرگ و مادربزرگ دیگر) |                                |                                |            |            |             |
| همسر والدین                                               | همسر والدین                    | پدر و مادر                     |            |            |             |
| همسر والدین                                               | همسر والدین                    | پدر و مادر ناتنی               |            |            |             |
| والدین همسر                                               |                                |                                |            |            |             |
| عمو/خاله                                                  | خواهر و برادر پدر و مادر       | خواهر و برادر پدر و مادر       |            |            |             |
| عمو/خاله                                                  | عمو/خاله همسر                  | خواهر و برادر پدر همسر         |            |            |             |
| عمو/خاله                                                  | عمو/خاله همسر                  | خواهر و برادر مادر همسر        |            |            |             |
| فرزند پدر و مادر                                          | خواهر و برادر ناتنی (سمت مادر) | خواهر و برادر ناتنی (سمت مادر) |            |            |             |
| فرزند پدر و مادر                                          | فرزند پدر                      | خواهر و برادر                  |            |            |             |
| فرزند پدر و مادر                                          | فرزند پدر                      | خواهر و برادر ناتنی (پدری)     |            |            |             |
| خواهر و برادر ناتنی                                       |                                |                                |            |            |             |
| خواهر و برادر شوهر یا زن (اگر هنوز همسر در قید حیات باشد) |                                |                                |            |            |             |
| برادرزاده / خواهرزاده                                     | فرزند خواهر و برادر            | فرزند خواهر و برادر            |            |            |             |
| برادرزاده / خواهرزاده                                     | برادرزاده / خواهرزاده          | فرزند برادر همسر               |            |            |             |
| برادرزاده / خواهرزاده                                     | برادرزاده / خواهرزاده          | فرزند خواهر همسر               |            |            |             |
| فرزند همسر                                                | فرزند همسر                     | فرزند                          |            |            |             |
| فرزند همسر                                                | فرزند همسر                     | ناتنی                          |            |            |             |
| داماد یا عروس                                             |                                |                                |            |            |             |
| نوه همسر (از جمله نوه خود)                                |                                |                                |            |            |             |